# Billy Jacobs

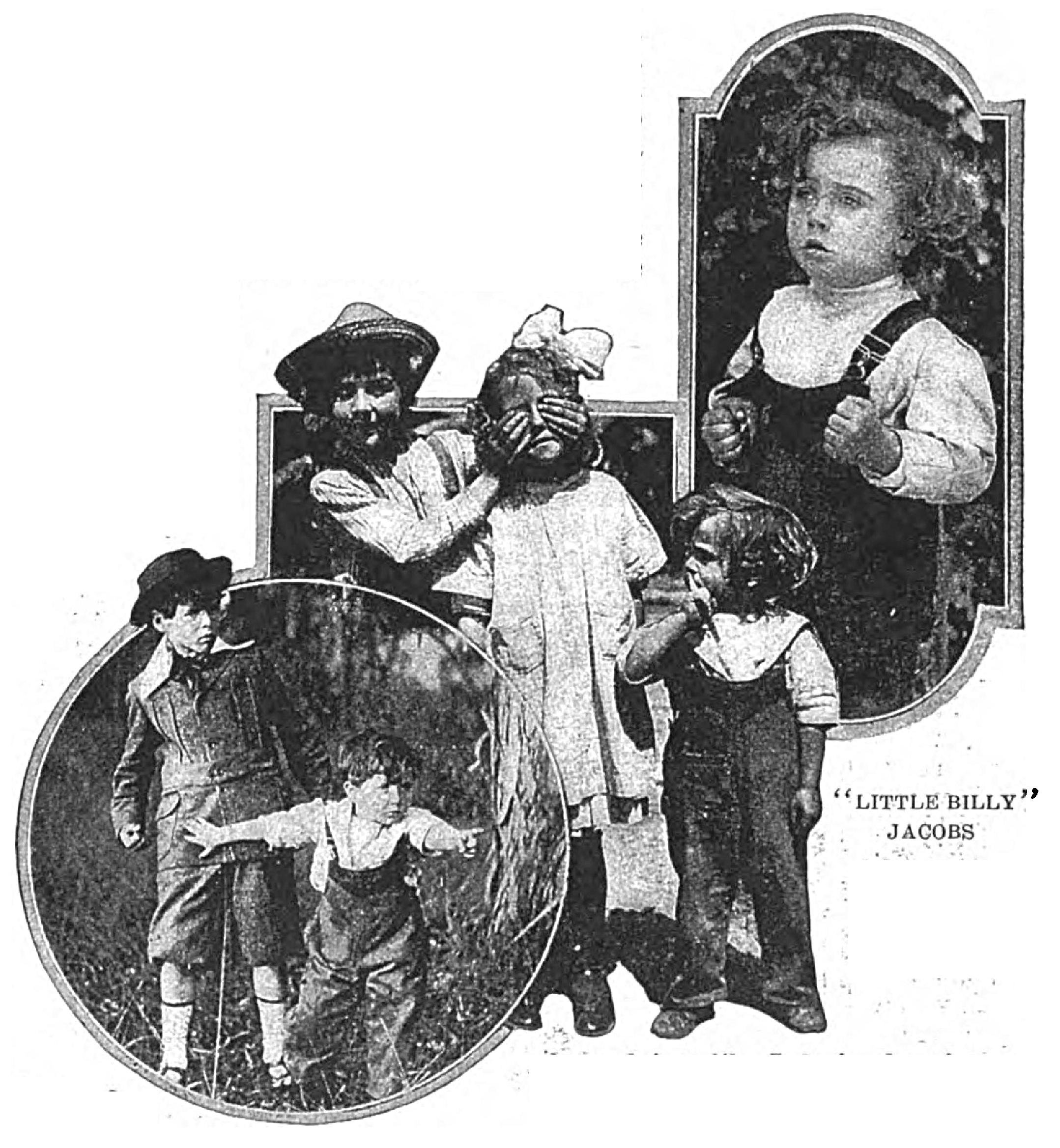
Little Billy Jacobs, protagonista del primo serial cinematografico interpretato da attori bambini negli Stati Uniti

Paul Jacobs, detto Billy (Laclede, 31 luglio 1910 – Glendale, 29 settembre 2004), è stato un attore statunitense, attivo come attore bambino nel cinema muto dal 1913 al 1918 (tra i 3 e gli 8 anni d'età).

## Biografia
Paul Jacobs nasce nel 1910 a Laclede in Idaho. Trasferitosi con la famiglia a Hollywood, a tre anni compare già nelle prime pellicole per la compagnia Keystone, trovando in Ford Sterling un eccellente maestro e compagno di recitazione. Jacobs si rivela un talento naturale dotato di un'ottima presenza scenica. Basso di statura, viene fatto passare per essere ancora più piccolo della sua età, aumentando l'effetto-sorpresa tra gli spettatori. Il successo è tale che "Billy" diventa il protagonista di una serie di cortometraggi per la regia di Robert Thornby. Little Billy è il primo serial cinematografico incentrato sulle vicende di un bambino ad essere prodotto negli Stati Uniti a imitazione di quanto già avveniva in quegli anni in Francia, Inghilterra e Italia; nel cast trovano spazio anche altri attori bambini di talento dell'epoca come Gordon Griffith, Thelma Salter, Matty Roubert, Olive Johnson, Carmen De Rue, Chandler House, Violet Radcliffe e Charlotte Fitzpatrick. Nel 1916 Jacobs è ormai una star che guadagna 10.000 dollari all'anno e si reca al lavoro accompagnato dall'autista.
Come nel caso di altri attori bambini dell'epoca, Jacobs è sottoposto per alcuni anni a ritmi di lavoro che oggi sarebbero inimmaginabili per un bambino della sua età. Dal 1916 prende parte anche a numerosi lungometraggi con importanti attori e registi. Quando si ritira dalle scene a soli otto anni, è un veterano con un curriculum di oltre 50 pellicole. La sua ultima interpretazione è nel film Little Orphant Annie (1918), dove recitò con altri attori bambini del tempo (Doris Baker, Ben Alexander, Lillian Wade, George Hupp) nel gruppo dei piccoli orfanelli accanto alla protagonista Colleen Moore.
Ritiratosi dal mondo dello spettacolo, Jacobs visse in California fino alla sua morte nel 2004, a 94 anni d'età.

## Riconoscimenti
- Young Hollywood Hall of Fame (1908-1919)

## Filmografia

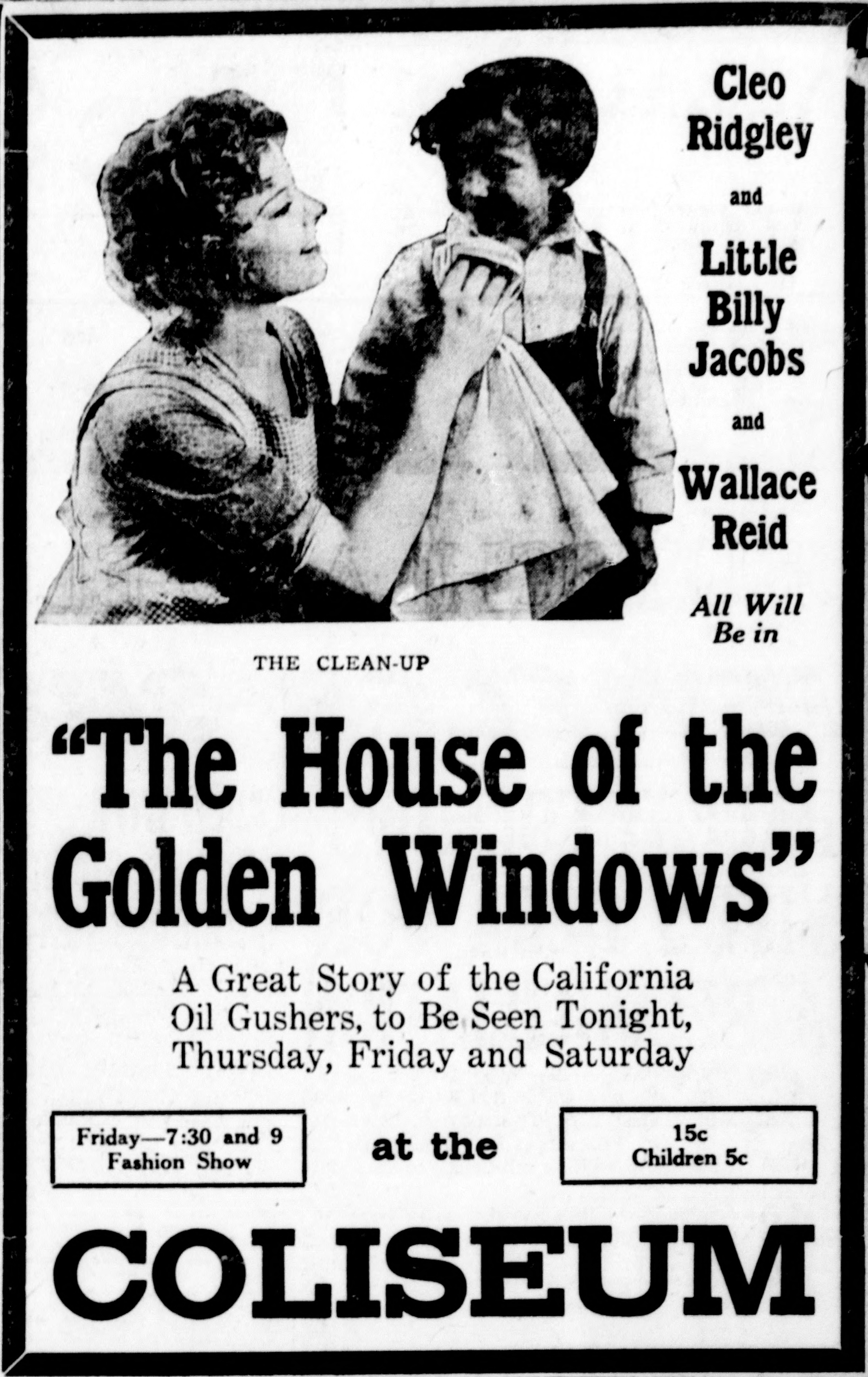
Il piccolo Billy Jacobs in The House with the Golden Windows (1916), con l'attrice Cleo Ridgley

### Cortometraggi
- Hide and Seek, regia di Mack Sennett (1913)
- Love and Rubbish, regia di Henry Lehrman (1913)
- Just Kids, regia di Dell Henderson (1913)
- The Riot, regia di Mack Sennett (1913)
- The New Baby, regia di Henry Lehrman (1913)
- Mabel's Dramatic Career, regia di Mack Sennett (1913)
- Willie Minds the Dog, regia di Wilfred Lucas (1913)
- Across the Alley, regia di Charles Avery (1913)
- The Speed Kings, regia di Wilfred Lucas (1913)
- Our Children, regia di Robert Thornby (1913)
- Little Billy's Triumph, regia di Robert Thornby (1914)
- Little Billy's Strategy, regia di Robert Thornby (1914)
- Little Billy's City Cousin, regia di Robert Thornby (1914)
- Kid Love, regia di Robert Thornby (1914)
- The Race, regia di Sid Diamond e Robert Thornby (1914)
- A Back Yard Theatre, regia di Sid Diamond (1914)
- The Bowery Boys, regia di George Nichols (1914)
- Sergeant Hofmeyer, regia di Henry Lehrman (1914)
- Papa's Boy, regia di Robert Thornby (1914)
- Kids, regia di Robert Thornby (1914)
- Billy's Riot, regia di Robert Thornby (1914)
- The Flirt, regia di Robert Thornby (1914)
- It's a Boy, regia di Robert Thornby (1914)
- Billy's Vacation, regia di Robert Thornby (1914)
- A Beach Romance, regia di Robert Thornby (1914)
- A Race for Life, regia di Robert Thornby (1914)
- Lost in the Studio, regia di Robert Thornby (1914)
- A Rural Romance, regia di Robert Thornby (1914)
- A Rural Affair, regia di Robert Thornby (1914)
- The Broken Doll, regia di Robert Thornby (1914)
- The Battle, regia di Robert Thornby (1914)
- Billy's Charge, regia di Robert Thornby (1914)
- Carmen's Romance, regia di Robert Thornby (1914)
- Olive's Love Affair, regia di Robert Thornby (1915)
- Billy Was a Right Smart Boy, regia di Robert Thornby (1915)
- Billy's Strategy, regia di Robert Thornby (1915)
- Olive's Pet, regia di Robert Thornby (1915)
- Olive's Hero, regia di Robert Thornby (1915)
- Plymates, regia di Robert Thornby (1915)
- Her Filmland Hero, regia di Chester M. Franklin e Sidney Franklin (1915)
- Lizzie's Watery Grave (1915)
- Little Billy's School Days, regia di Robert Thornby (1916)
- A Dash of Courage, regia di Charley Chase (1916)
- The Lucky One (1917)

### Lungometraggi
- The Heart of Nora Flynn, regia di Cecil B. DeMille (1916)
- The Clown, regia di William C. de Mille (1916)
- The Valiants of Virginia, regia di Thomas N. Heffron (1916)
- The House with the Golden Windows, regia di George Melford (1916)
- The Garden of Allah, regia di Colin Campbell (1916)
- Those Without Sin, regia di Marshall Neilan (1917)
- The Tides of Barnegat, regia di Marshall Neilan (1917)
- The Primrose Ring, regia di Robert Z. Leonard (1917)
- Unconquered, regia di Frank Reicher (1917)
- The Answer, regia di E. Mason Hopper (1918)
- A Hoosier Romance, regia di Colin Campbell (1918)
- Little Orphant Annie, regia di Colin Campbell (1918)